# NGC 853

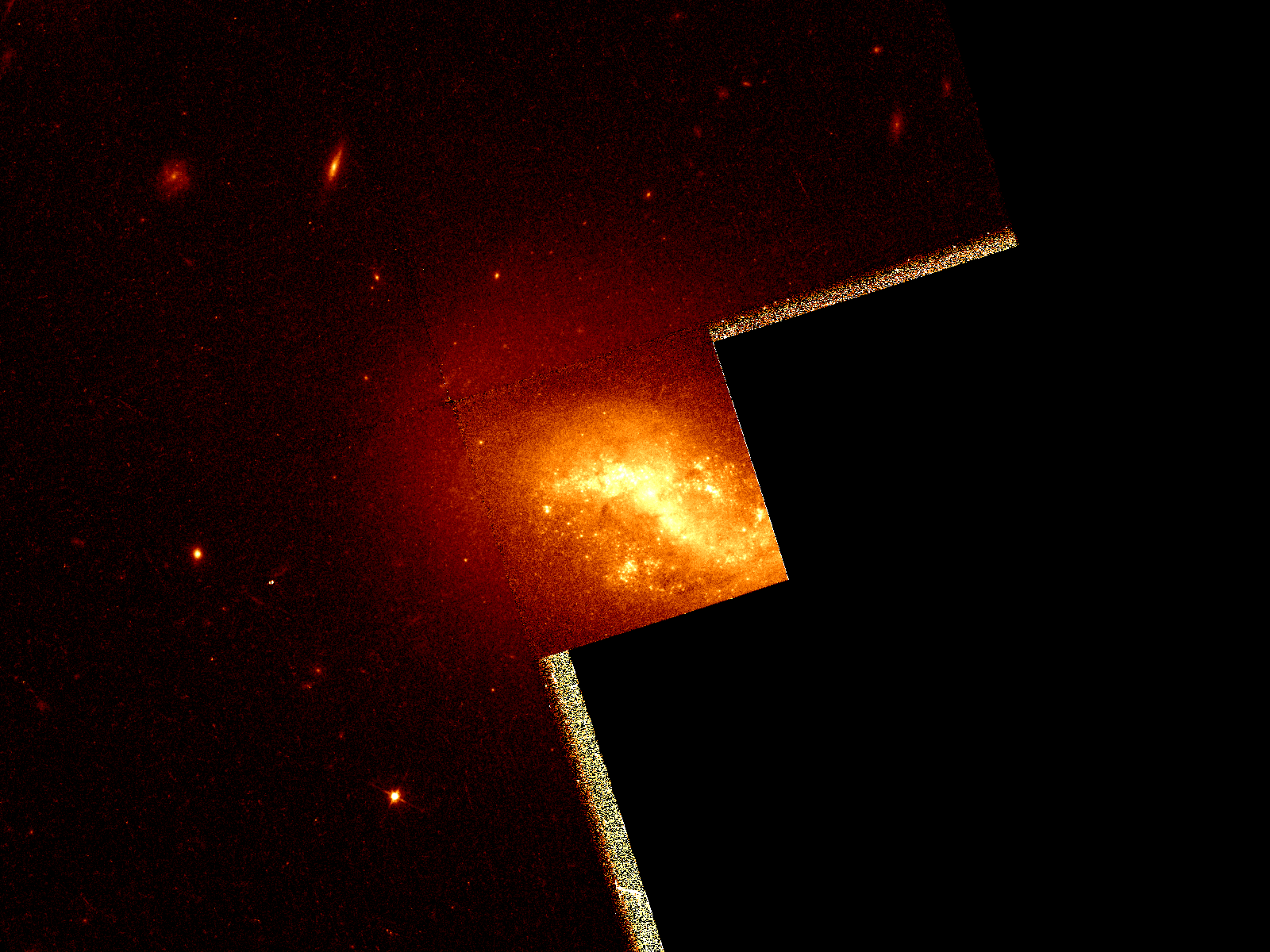
NGC 853 -HST-814

NGC 853 é uma galáxia espiral (Sm) localizada na direcção da constelação de Cetus. Possui uma declinação de -09° 18' 19" e uma ascensão recta de 2 horas, 11 minutos e 41,0 segundos.
A galáxia NGC 853 foi descoberta em 28 de Novembro de 1785 por William Herschel.